# Miquel de Castillon
Miquel de Castillon o Castilho (fl. siglo XIII) fue un trovador de Narbona. Probablemente era un hidalgo de la ciudad de Narbona, ya que su nombre aparece en una lista de provi homines consultado por los cónsules. Seguramente fuera de clase caballeresca, perteneciente a la familia de vasallos de los vizcondes de Narbona.
Según una hipótesis del romanista Josep Anglada, podría tratarse de la misma persona llamada Miquel de Gaucelm de Béziers que tenía vínculos con los trovadores de Béziers.
Miquel de Castillon, Codolet y Guiraut Riquier compusieron un torneado (un reparto entre tres escritores). Codolet o Codolen se identifica probablemente con Raymundus de Codolet, definido como civis Narbone (ciudadano de Narbona), originario de Codolet, cerca de Pont-Saint-Esprit.